# Synagoge (Jablonec nad Nisou)

Synagoge in Gablonz (zwischen 1900 und 1910)

Die Synagoge in Jablonec nad Nisou (deutsch Gablonz an der Neiße), einer Stadt in Nordböhmen (Liberecký kraj) in Tschechien, wurde 1891/92 errichtet. Die ehemalige Synagoge wurde 1938 von den Nationalsozialisten zerstört.

## Geschichte
Die Synagoge wurde nach Plänen des Wiener Architekten Wilhelm Stiassny im maurischen Stil erbaut. Sie verfügte über circa 160 Plätze für die Männer und etwa 130 Plätze befanden sich auf der Frauenempore.
Während des Novemberpogroms 1938 wurde der Synagogenbau demoliert und anschließend niedergebrannt.